# Coryphistera alaudina
A Coryphistera alaudina a madarak (Aves) osztályának verébalakúak (Passeriformes) rendjébe és a fazekasmadár-félék (Furnariidae) családjába tartozó Coryphistera nem egyetlen faja.

## Rendszerezése
A fajt Hermann Burmeister német zoológus írta le 1860-ban.

## Alfajai
- Coryphistera alaudina campicola Todd, 1915
- Coryphistera alaudina alaudina Burmeister, 1860[2]

## Előfordulása
Dél-Amerikában, Argentína, Bolívia, Brazília, Paraguay  és Uruguay területén honos. Természetes élőhelyei a szubtrópusi és trópusi síkvidéki száraz cserjések és szavannák, valamint szántóföldek és legelők. Állandó, nem vonuló faj.

## Megjelenése
Testhossza 17 centiméter, testtömege 27–42 gramm.
|  |

## Életmódja
Ízeltlábúakkal és csigákkal táplálkozik.

## Természetvédelmi helyzete
Az elterjedési területe rendkívül nagy, egyedszáma pedig stabil. A Természetvédelmi Világszövetség Vörös listáján nem fenyegetett fajként szerepel.